# Institution Stanislas (Nice)
 (juillet 2024).
Si vous disposez d'ouvrages ou d'articles de référence ou si vous connaissez des sites web de qualité traitant du thème abordé ici, merci de compléter l'article en donnant les références utiles à sa vérifiabilité et en les liant à la section « Notes et références ».
Pour les articles homonymes, voir Collège Stanislas.
L’Institution Stanislas est un établissement catholique d'enseignement privé sous contrat d'association avec l'État situé à Nice.

## Histoire
Le lieu où se trouve l'actuelle Institution Stanislas était au XIXe siècle la propriété de la comtesse Delphine Potocka, amie de Frédéric Chopin, qui logeait à Nice ou à Paris.
En 1907, le Petit Séminaire de Nice installé sur le port est forcé de fermer ses portes. Le diocèse rachète alors la villa Potocka aux religieuses qui en avaient fait un lieu d'accueil pour jeunes filles pauvres. Il crée alors l'école Masséna, qui prépare des garçons au baccalauréat.
À partir de 1940, le collège Stanislas de Paris y transfère les classes préparatoires qu'il ne veut pas maintenir à Paris sous l'occupation allemande. Il rachète en 1943 l'école, qui prend ainsi le nom d'institution Stanislas.
En 1973, le collège Stanislas de Paris décide de se séparer de son antenne de Nice. La tutelle de l'institution Stanislas est alors restituée au diocèse de Nice et les bâtiments sont vendus à une structure financée par les familles niçoises.

## Classement du lycée
En 2013, le lycée arrive en septième position du classement publié par L'Internaute des lycées français en fonction du pourcentage de mentions très bien au baccalauréat 2012, et est le premier après les lycées de région parisienne.
En 2016, le lycée se classe 4e sur 34 au niveau départemental quant à la qualité d'enseignement, et 226e au niveau national. Le classement s'établit sur trois critères : le taux de réussite au bac, la proportion d'élèves de première qui obtient le baccalauréat en ayant fait les deux dernières années de leur scolarité dans l'établissement, et la valeur ajoutée (calculée à partir de l'origine sociale des élèves, de leur âge et de leurs résultats au diplôme national du brevet).
Le journal L'Étudiant indique pour l’année 2019, 100 % de réussite au baccalauréat et 95 % de taux de mentions (97 % pour la filière scientifique). Note du lycée par le journal en ligne de 16,8/20.
En 2020, le lycée est classé 12e au rang national par Le Figaro Étudiant et deuxième lycée de province, notamment pour sa capacité à garder et faire progresser ses élèves, mais aussi pour son taux de mentions très bien au baccalauréat, d’environ 50 % dans les filières scientifiques,.

## L'institution Stanislas aujourd'hui
L'institution Stanislas accueille aujourd'hui près de 1200 élèves.
L'établissement est placé sous la tutelle du Diocèse de Nice. Ses enseignants, contractuels de l’État, remplissent les mêmes obligations que les enseignants du public et sont suivis  de la même façon que ceux-ci par les corps d'inspection de l’Éducation nationale.
Un enseignement de culture religieuse est présent à tous les niveaux. Les élèves, issus de diverses religions, suivent cet enseignement qui leur est proposé dans le respect de leur diversité. Le catéchisme et les sacrements sont proposés. Environ 20 % des jeunes participent volontairement aux activités de catéchèse.
Le premier degré compte une classe par niveau, du CP au CM2.
Le collège compte cinq classes par niveau de la 6e à la 3e. Il propose l'anglais, langue vivante A à partir de la 6e, et, à partir de la 5e, trois langues vivantes (allemand, espagnol, italien). Il propose aussi le latin à partir de la 5e, ainsi qu'une section européenne anglaise à partir de la 4e. Une classe par niveau propose des horaires « resserrés », permettant à des jeunes pratiquant du sport de haut niveau ou de la musique au Conservatoire d'être libérés les mardis et jeudis après-midi après 14h45, en plus du mercredi après-midi.
Le lycée compte quatre classes par niveau. Les classes de seconde générale et technologique proposent deux sections européennes. Les options proposées à partir de la seconde sont arts plastiques, musique, section européenne anglaise, latin, grec ancien débutant. Le cycle terminal propose 8 spécialités : mathématiques, physique-chimie, SVT, langue, littérature et civilisation étrangère (LLCE) anglais, numérique et science informatique (NSI), humanité littérature philosophie (HLP), histoire-géographie-science politique (HGGSP), sciences économiques et sociales (SES). La classe de terminale propose trois enseignements complémentaires : maths complémentaires, maths expert, droit et grands enjeux du monde contemporain (DGEMC).
L'institution Stanislas propose à ses élèves deux solutions en plus de la section européenne pour développer un anglais de haut niveau : ils peuvent préparer les examens de Cambridge : de nombreux élèves de terminale quittent le lycée avec « l'Advanced » de Cambridge (niv. C1). Ils peuvent aussi préparer le « High School Diploma » américain en même temps que le baccalauréat, grâce à un partenariat avec la « Dual Diploma Academica ».
L'institution Stanislas recrute ses élèves essentiellement à l'entrée en CP, en 6e et en seconde.

## La CPGE D-E (Droit - Économie) en partenariat avec la faculté de droit et science politique
Le lycée a ouvert en septembre 2021 une classe préparatoire Droit - Économie (D1), en convention avec la faculté de droit et science politique de Nice. Cette CPGE prépare au concours grande école de l’École normale supérieure (ENS) de Rennes et à des concours d'école de commerce tel que le concours « Business Law and Management » de l'EDHEC.
Les étudiants partagent leur temps entre la faculté et la CPGE. Ils sont ainsi à la fois insérés dans l'université, tout en préparant les concours grande école.
À l'occasion de sa première présentation de candidats aux concours grande école (session 2023), l'institution Stanislas a obtenu une admissibilité et une admission sur liste complémentaire à l'ENS Rennes.
Cette CPGE permet aussi à ses étudiants de viser les magistères et masters de droit les plus sélectifs.

## Anciens élèves
On compte parmi les anciens élèves : Michèle Laroque, Raoul Pateras Pescara, Thomas Guénolé, Philippe Pradal, Xavier Caïtucoli, Stéphane Rousson.

## Aumôniers
- Jean-Marc Schoepff[7],[8],[9]

## Affaires judiciaires
Le prêtre Jean-Marc Schoepff du  diocèse de Nice est mis en examen et placé en détention provisoire le 22 novembre 2018, à la suite d'une information judiciaire pour « agressions sexuelles sur mineurs par personne ayant autorité », mais le procureur de la République de Nice estime que les victimes pourraient être beaucoup plus nombreuses. Selon les informations du Monde, des signalements auprès de l’inspection générale et du collège dont Jean-Marc Schoepff était l'aumônier ont été ignorés. Le diocèse l'avait écarté des mineurs depuis 2017. Jean-Marc Schoepff nie les faits qui lui sont reprochés.